# Science-Fiction-Jahr 1859
Übersicht

◄◄ | ◄ | 1855 | 1856 | 1857 | 1858 | Science-Fiction-Jahr 1859 | 1860 | 1861 | 1862 | 1863 | ► | ►►

Weitere Ereignisse

## Neuerscheinungen Literatur
| Deutscher Titel | Deutschsprachiges Erscheinungsjahr | Originaltitel                          | Autor         | Anmerkungen                                                    |
| --------------- | ---------------------------------- | -------------------------------------- | ------------- | -------------------------------------------------------------- |
|                 |                                    | The Air Battle: A Vision of the Future | Herrmann Lang | Autor vermutlich pseudonym; erstmals Flugzeuge als Kriegswaffe |

## Geboren
- Karl Bleibtreu († 1928)
- Gustav Adolf Erdmann († 1916)
- Berthold Otto († 1933)